# ناحیه تمانعه
ناحیه تمانعه (به عربی: ناحیة التمانعة) یک ناحیه در سوریه است که در منطقه معره نعمان واقع شده‌است. ناحیه تمانعه ۲۹٬۱۱۴ نفر جمعیت دارد.